# Sportpark De Bloemerd

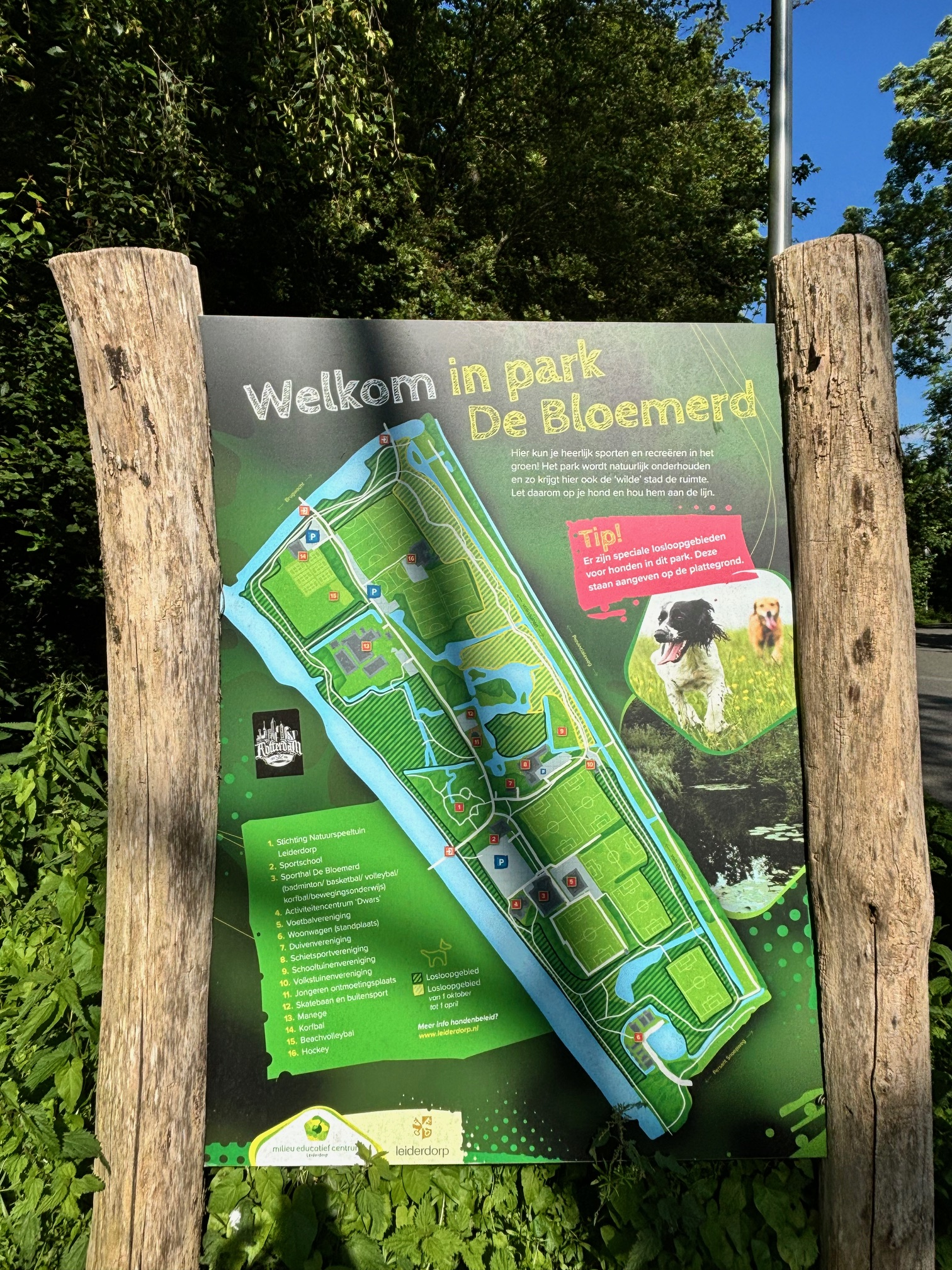
Plattegrond De Bloemerd

Sportpark De Bloemerd is een sportpark aan de rand van Leiderdorp waar in een parklandschap accommodaties voor hockey, voetbal, korfbal en paardensport liggen. Daarnaast is er een sporthal van Sportfondsen gevestigd waarin veel binnensportverenigingen sporten, alsmede een schietvereniging en een duivensportvereniging. In De Bloemerd ligt ook een volkstuincomplex, een kinderopvang, een skatebaan en een natuurspeeltuin.

## Geschiedenis
Sportpark De Bloemerd werd aangelegd als sport- en recreatiegebied na een grote uitbreiding van Leiderdorp in de jaren 70 en 80. Het park ligt nabij Provinciale weg 446, tegen de gemeentegrens met de gemeente Kaag en Braassem.

## Verenigingen
Op Sportpark de Bloemerd sporten onder andere de volgende verenigingen:
- Hockeyclubs LSC Alecto en L.V.V.S. Augustinus
- Korfbalclub SV Velocitas
- Voetbalclub RCL